# Adrian Madaschi
Adrian Madaschi (Perth, Australia, 11 de julio de 1982) es un exfutbolista de Australia que jugaba en las posiciones de defensa central y lateral izquierdo.

## Carrera

### Club
| Periodo   | Club                     | Apariciones | Goles |
| --------- | ------------------------ | ----------- | ----- |
| 2000-2003 | Atalanta BC              | 6           | 2     |
| 2001      | → AC Monza (cedido)      | 8           | 0     |
| 2002      | → AC Pistoiese (cedido)  | 2           | 0     |
| 2003–2005 | Partick Thistle FC       | 51          | 4     |
| 2005      | Dundee FC                | 13          | 0     |
| 2005–2006 | US Grosseto              | 2           | 0     |
| 2006–2011 | Portosummaga             | 156         | 2     |
| 2011–2012 | Melbourne Heart          | 9           | 0     |
| 2012–2013 | Jeju United              | 35          | 0     |
| 2014      | Perth SC                 | 2           | 0     |
| 2014–2015 | Newcastle Jets           | 10          | 0     |
| 2015      | Western Sydney Wanderers | 0           | 0     |
| 2016–2018 | Perth SC                 | 55          | 2     |
| 2019      | Floreat Athena           | 16          | 0     |

### Selección nacional
Estuvo en el proceso de selecciones nacionales desde la categoría sub-17, donde llegó a ser finalista de la Copa Mundial de Fútbol Sub-17 de 1999 en Nueva Zelanda y participó en los Juegos Olímpicos de Atenas 2004 y en la Copa Mundial de Fútbol Sub-20 de 2001. Jugó para Australia en cinco ocasiones de 2004 a 2009 y anotó dos goles; ganó la Copa de las Naciones de la OFC 2004.

## Logros
- OFC Nations Cup: 2004